# Careproctus
Careproctus is een geslacht van straalvinnige vissen uit de familie van Slakdolven (Liparidae). Het geslacht is voor het eerst wetenschappelijk beschreven in 1861 door Henrik Nikolai Krøyer.

## Soorten
- Careproctus abbreviatus Burke, 1930
- Careproctus acaecus Andriashev, 1991
- Careproctus acanthodes C. H. Gilbert & Burke, 1912
- Careproctus aciculipunctatus Andriashev & Chernova, 1997
- Careproctus acifer Andriashev & Stein, 1998
- Careproctus aculeolatus Andriashev, 1991
- Careproctus albescens Barnard, 1927
- Careproctus ampliceps Andriashev & Stein, 1998
- Careproctus armatus Andriashev, 1991
- Careproctus atakamensis Andriashev, 1998
- Careproctus atrans Andriashev, 1991
- Careproctus attenuatus C. H. Gilbert & Burke, 1912
- Careproctus aureomarginatus Andriashev, 1991
- Careproctus bathycoetus C. H. Gilbert & Burke, 1912
- Careproctus batialis Popov, 1933
- Careproctus bowersianus C. H. Gilbert & Burke, 1912
- Careproctus cactiformis Andriashev, 1990
- Careproctus canus Kido, 1985
- Careproctus carinatus Chernova, 2015
- Careproctus colletti C. H. Gilbert, 1896
- Careproctus comus J. W. Orr & Maslenikov, 2007
- Careproctus continentalis Andriashev & Prirodina, 1990
- Careproctus credispinulosus Andriashev & Prirodina, 1990
- Careproctus crozetensis Duhamel & N. J. King, 2007
- Careproctus curilanus C. H. Gilbert & Burke, 1912
- Careproctus cyclocephalus Kido, 1983
- Careproctus cypseluroides P. Y. Schmidt, 1950
- Careproctus cypselurus D. S. Jordan & C. H. Gilbert, 1898
- Careproctus derjugini Chernova, 2005
- Careproctus discoveryae Duhamel & N. J. King, 2007
- Careproctus dubius Zugmayer, 1911
- Careproctus ectenes C. H. Gilbert, 1896
- Careproctus eltaninae Andriashev & Stein, 1998
- Careproctus falklandicus Lönnberg, 1905
- Careproctus faunus J. W. Orr & Maslenikov, 2007
- Careproctus fedorovi Andriashev & Stein, 1998
- Careproctus filamentosus Stein, 1978
- Careproctus fulvus Chernova, 2014
- Careproctus furcellus C. H. Gilbert & Burke, 1912
- Careproctus georgianus Lönnberg, 1905
- Careproctus gilberti Burke, 1912
- Careproctus guillemi Matallanas, 1998
- Careproctus homopterus C. H. Gilbert & Burke, 1912
- Careproctus hyaleius Geistdoerfer, 1994
- Careproctus improvisus Andriashev & Stein, 1998
- Careproctus inflexidens Andriashev & Stein, 1998
- Careproctus kamikawai J. W. Orr, 2012
- Careproctus karaensis Chernova, 2015
- Careproctus kidoi Knudsen & Møller, 2008
- Careproctus knipowitschi Chernova, 2005
- Careproctus lacmi Andriashev & Stein, 1998
- Careproctus leptorhinus Andriashev & Stein, 1998
- Careproctus longifilis Garman, 1892
- Careproctus longipectoralis Duhamel, 1992
- Careproctus longipinnis Burke, 1912
- Careproctus lycopersicus J. W. Orr, 2012
- Careproctus macranchus Andriashev, 1991
- Careproctus macrodiscus P. Y. Schmidt, 1950
- Careproctus macrophthalmus Chernova, 2005
- Careproctus maculosus Stein, 2006
- Careproctus magellanicus Matallanas & Pequeño, 2000
- Careproctus marginatus Kido, 1988
- Careproctus mederi P. J. Schmidt, 1916
- Careproctus melanuroides P. Y. Schmidt, 1950
- Careproctus melanurus C. H. Gilbert, 1892
- Careproctus merretti Andriashev & Chernova, 1988
- Careproctus mica Chernova, 2015
- Careproctus micropus Günther, 1887
- Careproctus microstomus Stein, 1978
- Careproctus minimus Andriashev & Stein, 1998
- Careproctus mollis C. H. Gilbert & Burke, 1912
- Careproctus narilobus Stein, 2012
- Careproctus nigricans P. Y. Schmidt, 1950
- Careproctus notosaikaiensis Kai, Ikeguchi & Nakabo, 2011
- Careproctus novaezelandiae Andriashev, 1990
- Careproctus opisthotremus C. H. Gilbert & Burke, 1912
- Careproctus oregonensis Stein, 1978
- Careproctus ostentum C. H. Gilbert, 1896
- Careproctus ovigerus C. H. Gilbert, 1896
- Careproctus pallidus Vaillant, 1888
- Careproctus parvidiscus Imamura & Nobetsu, 2002
- Careproctus parviporatus Andriashev & Stein, 1998
- Careproctus patagonicus Matallanas & Pequeño, 2000
- Careproctus paxtoni Stein, Chernova & Andriashev, 2001
- Careproctus pellucicauda Stein, 2012
- Careproctus phasma C. H. Gilbert, 1896
- Careproctus polarsterni Duhamel, 1992
- Careproctus profundicola Duhamel, 1992
- Careproctus pseudoprofundicola Andriashev & Stein, 1998
- Careproctus pycnosoma C. H. Gilbert & Burke, 1912
- Careproctus ranula Goode & T. H. Bean, 1879
- Careproctus rastrinoides P. Y. Schmidt, 1950
- Careproctus rastrinus C. H. Gilbert & Burke, 1912
- Careproctus rausuensis Machi, Nobetsu & Yabe, 2012
- Careproctus reinhardti Krøyer, 1862
- Careproctus rhodomelas C. H. Gilbert & Burke, 1912
- Careproctus rimiventris Andriashev & Stein, 1998
- Careproctus rosa Chernova, 2015
- Careproctus roseofuscus C. H. Gilbert & Burke, 1912
- Careproctus rotundifrons H. Sakurai & G. Shinohara, 2008
- Careproctus sandwichensis Andriashev & Stein, 1998
- Careproctus scaphopterus Andriashev & Stein, 1998
- Careproctus scottae W. M. Chapman & DeLacy, 1934
- Careproctus segaliensis C. H. Gilbert & Burke, 1912
- Careproctus seraphimae P. Y. Schmidt, 1950
- Careproctus simus C. H. Gilbert, 1896
- Careproctus sinensis C. H. Gilbert & Burke, 1912
- Careproctus solidus Chernova, 1999
- Careproctus spectrum T. H. Bean, 1890
- Careproctus steini Andriashev & Prirodina, 1990
- Careproctus stigmatogenus Stein, 2006
- Careproctus tapirus Chernova, 2005
- Careproctus telescopus Chernova, 2005
- Careproctus trachysoma C. H. Gilbert & Burke, 1912
- Careproctus tricapitidens Andriashev & Stein, 1998
- Careproctus uter Chernova, 2015
- Careproctus vladibeckeri Andriashev & Stein, 1998
- Careproctus zachirus Kido, 1985
- Careproctus zispi Andriashev & Stein, 1998